# Ammodytoides idai
Ammodytoides idai és una espècie de peix pertanyent a la família dels ammodítids. És un peix marí, bentopelàgic i de clima tropical, el qual viu entre 8 i 25 m de fondària. Es troba al Pacífic occidental: Papua Nova Guinea.

## Descripció
- Pot arribar a fer fins a 12,1 cm de llargària màxima.
- Té 44-46 radis tous a l'aleta dorsal i 21-22 a l'anal i 14-16 radis a l'aleta pectoral.
- 55-58 vèrtebres.
- 2-3 escates petites sobre l'opercle.
- Té una filera de prop de deu punts negres al marge de l'aleta dorsal.
- Aleta caudal amb una vora fosca que es fa més ampla cap als extrems dels lòbuls (si més no, en els mascles).[2]

És inofensiu per als humans.